# Ne Win
Bo Ne Win (Paungdalè, 10. srpnja 1910. ili 14./24. svibnja 1911. – Yangon, 5. prosinca 2002.), mjanmarski političar, državnik i diktator koji je vladao od 1962. do 1981. godine.

## Životopis
Rodio se kao Shu Maung, u obitelji iz srednje klase, u mjestu oko 300 km od Yangona (Rangoon). Pravi datum rođenja nikada nije ustanovljen. Studirao je biologiju dvije godine, želeći postati liječnik, no kada je odustao od učenja, pridružio se Udruzi "Mi Burmanci". Bio je jedan od Trideset drugova, grupe mladića koji su bili na vojnoj obuci provedenoj na otoku Hainan, pod japanskom okupacijom. Nakon kraja rata, bori se protiv Japana. Nakon postignute nezavisnosti od kolonijalnih vlasti pridružio se Burmanskoj vojsci nezavisnosti, a kasnije i Burmanskoj nacionalnoj vojsci. Kada je prvi predsjednik Aung San ubijen, priklonio se politici koju je provodio U Nu, važan političar i također član Trideset drugova. Neko vrijeme je mirovao, no 1962. godine izveo je "beskrvni puč", kako su prenijeli strani mediji. To nije bilo u potpunosti točno, jer je jedan vojnik ubio mladog sina bivšeg predsjednika. Imenovavši se predsjednikom Revolucionarnog vijeća, ukinuo je sve druge političke stranke osim svoje.
Njegova stranka zvala se "Burmanska stranka socijalističkog programa". Na vlasti je bio 26 godina. Njegovo ime Bo Ne Win znači Zapovjednik Sijajuće Sunce. Njega je uzeo za vrijeme obuke na otoku Hainan. Ženio se pet puta i imao najmanje petero djece.
Kombinirao je nacionalizam, marksizam i budizam. Sva obrazovana radna snaga je otišla iz zemlje, a 1987. godine Burma je proglašena najmanje razvijenom zemljom na svijetu. Izolacija od svega zapadnog je bila izrazito prisutna. Nacionalizirao je gospodarstvo, otjerao strance. Izdao je nove apoene kyata, nacionalne valute. Protiv njegove vlasti pokrenuti su mnogi prosvjedi i ustanci, ali je vojska sve u krvi ugušila.
Kada je umro U Thant, gnjevni studenti su nad njegovim lijesom napravili privremeni mauzolej, ogorčeni, što slavnom sunarodnjaku nije priređen državni pogreb. Zgrada studentskog sindikata Sveučilišta Rangoon je srušena.
S vlasti je odstupio u srpnju 1981. godine, a od 1998. do smrti 2002. godine bio je u kućnom pritvoru. Kremiran je, a pepeo prosut u jednu rijeku.
U današnjem Mjanmaju još je i dan danas klasična vojna diktatura kojima je obilovala Latinska Amerika.